# Cressa, Novara
Cressa är en ort och kommun i provinsen Novara i regionen Piemonte i Italien. Kommunen hade 1 605 invånare (2018).